# 貝玲妃
貝玲妃（Benefit Cosmetics LLC）是一家化妆品制造商以及LVMH的子公司，总部位於美國加利福尼亞州旧金山，它在全球30多个国家2000多个柜台上有销售。

## 历史
公司於1976年在旧金山成立，當時名為The Face Place。1990年，公司更名為貝玲妃（Benefit Cosmetics）。1999年9月14日，貝玲妃被LVMH收购。  